# Província de Tanba
Tanba (丹波国, Tanba no kuni) foi uma antiga província do Japão.  Atualmente equivale à parte central da prefeitura de Kyoto e ao centro-leste da prefeitura de Hyōgo. Tanba fazia fronteira com as províncias de Harima, Ōmi, Settsu, Tajima, Tango, Wakasa, e Yamashiro.

Mapa das províncias japonesas (1868) com a província de Tanba em destaque

A antiga capital estaria nos arredores da atual Kameoka.

## Recorte histórico

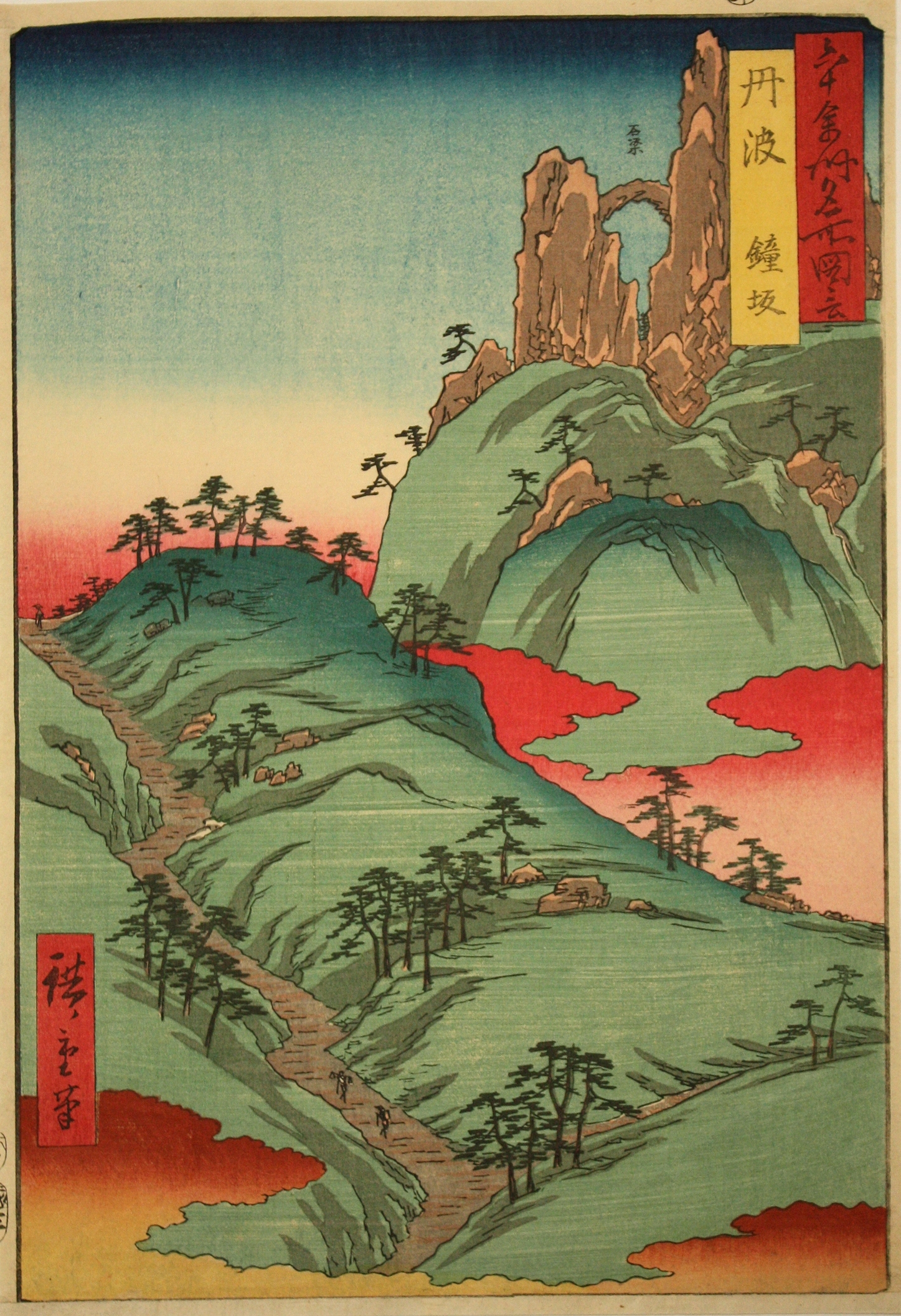
Província de Tanba representada pelo autor Hiroshige em 1853.

No 3º mês do 6º ano da era Wadō (713), a Província de Tango (丹後国) foi administrativamente separada de Tanba.  No mesmo ano, o Daijō-kan da Imperatriz Genmei continuou a organizar outras mudanças cadastrais no mapa provincial do Período Nara.
Em Wadō 6, a Província de Mimasaka (美作国) foi separada da província de Bizen (備前国); e Hyūga (日向国) foi separada de Osumi (大隈国).  Em Wadō 5 (712), Mutsu (陸奥国) foi separada de Dewa (出羽国).
Depois de ser governada por uma sucessão de daimyos menores, a região foi conquistada por Oda Nobunaga no Período Sengoku.  Ele entregou a província a um de seus generais, Akechi Mitsuhide, que se tornaria a figura central do assassinato de Nobunaga em 1582.